# Melchor Grodziecki
Melchor Grodziecki S.J., (en polaco Melchior Grodziecki, en húngaro Grodecz Menyhért) (Cieszyn, 1584-† Košice, 7 de septiembre de 1619) fue un sacerdote jesuita polaco, mártir de la Iglesia católica, canonizado por Juan Pablo II el 2 de julio de 1995.

## Contexto histórico
En el siglo XVI, Hungría se encontraba dividida tanto políticamente como religiosamente. Por una parte, la Hungría norte y occidental estaban bajo el dominio de los Habsburgo, de credo católico, como parte del Sacro Imperio Romano Germánico. Por otra parte, Transilvania y la zona oriental de Hungría se gobernaba como principados independientes, protestantes en su mayoría, y simpatizantes del Imperio otomano.
Matías, de la casa de los Habsburgo, emperador del Sacro Imperio Romano y rey de Hungría, gobernó desde 1608 a 1619, caracterizándose por establecer políticas religiosas conciliadoras para católicos y protestantes. A fines de su reinado, con la inminente coronación del archiduque Fernando como emperador, quien era un católico intransigente, comenzó, con la revuelta de Bohemia, la Guerra de los treinta años, conflicto religioso entre católicos y protestantes.
En 1619, mientras el emperador Fernando II se encontraba ocupado con el conflicto en Bohemia, Gabriel Bethlen, príncipe de Transilvania avanzó con sus tropas en la Hungría Real, tomando Košice en septiembre de 1619.

## Vida

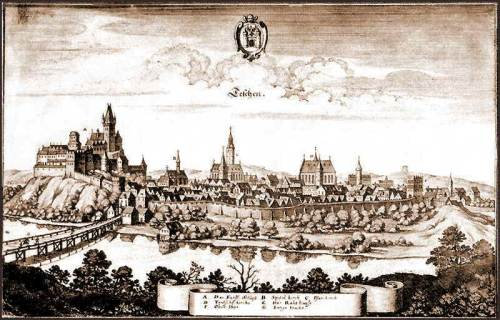
Grabado de Cieszyn, ciudad natal de San Melchor Grodziecki.

Melchor Grodziecki nació en Cieszyn, 
 
en la región de Silesia, que en la época era parte del reino de Bohemia. Actualmente se encuentra en Polonia, cerca de la actual frontera con la República Checa. 
Su familia tenía una posición acomodada y se encontraba muy ligada a la Iglesia, con familiares en altos cargos eclesiásticos. Su tío Juan Grodziecki era obispo de Olomouc, mientras que otro de sus tíos, Wenceslao, era preboste del Capítulo de Brno.
Melchor cursó la educación secundaria en el colegio de Viena de los jesuitas, donde fue miembro de la Congregación Mariana. A los diecinueve años entró al noviciado de Brno de la Compañía de Jesús, en la actual República Checa. Es aquí donde conoció y trabó amistad con Esteban Pongracz de Hungría, quien era estudiante en un curso superior.
Prosiguió sus estudios académicos en Praga, centrándose en la filosofía y la teología. Entre sus campos de interés destacaban la controversia, la casuística y la música, por sobre la teología especulativa.
Fue ordenado sacerdote en 1614, a la edad de treinta años. Después de esto, se estableció en Kopa y ejerció su ministerio para las comunidades checas que vivían en Praga y sus alrededores, donde, gracias a su dominio del checo y el alemán, su predicación tuvo amplia aceptación.
En 1619, le correspondía realizar su Tercera Probación, el año que los jesuitas dedican a la espiritualidad después de concluida su formación intelectual, pero el comienzo de la  guerra de los treinta años le impidió completarla. Fue trasladado junto con Esteban Pongracz a través de Moravia y Eslovaquia, hasta que finalmente fueron destinados a Košice.

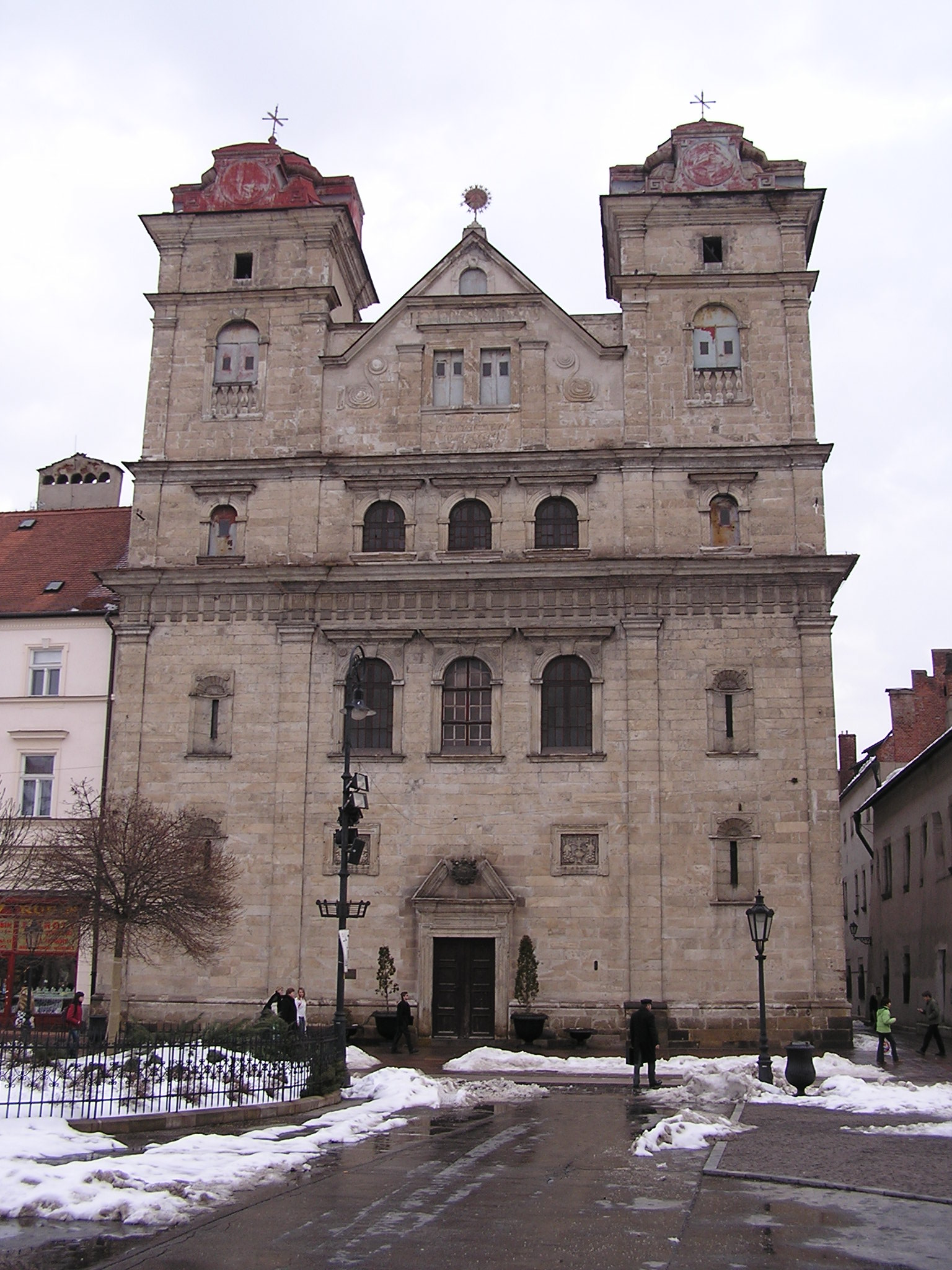
Iglesia premonstratense en Košice. Su construcción fue promovida por las damas de la familia Racokzy, para expiar la muerte de los sacerdotes.

Košice era una ciudad mayoritarimente protestante, con una minoría católica de aproximadamente doscientas personas. Contaba con una guarnición formada por mercenarios polacos y bohemios del gobierno imperial, bajo el mando de András Dócsy. Melchor llegó a desempeñarse como capellán de estos últimos.
Cerca de la ciudad se encontraba la abadía de Széplak, donde era proboste el sacerdote canónigo Marcos Krizevcanin de Croacia.

## Mártires de Košice
El 3 de septiembre de 1619, las fuerzas transilvanas de Gabriel Bethlen, bajo el mando de Jorge Rákóczy I, llegaron a la ciudad. La ciudad se rindió, entregando a su comandante András Dócsy.  
Los tres sacerdotes católicos de la ciudad, Melchor Grodziecki, Esteban Pongracz y Marcos Krizevcanin, fueron tomados prisioneros. 
Cuatro días después, el 7 de septiembre, fueron presentados ante el concejal Reiner y el predicador calvinista Alvinczy, quienes, junto a algunos soldados, quisieron obligarlos a renegar de la fe católica. Los tres sacerdotes se negaron a ceder y fueron colgados de los brazos de las vigas del calabozo y desnudados, a Pongracz se le castro, se les aplicaron antorchas encendidas en los costados hasta que las vísceras se dejaron ver y al hacer ellos constante profesión de fe se les cortó la lengua y a Krizevcanin y Grosziecki se les cortó la cabeza y fueron arrojados a las afueras de la ciudad, Pongracz todavía sobrevivió hasta el 8 de septiembre.
Jorge Rákóczy I les negó la sepultura y sus cuerpos fueron soterrados cerca de los muros del palacio. Tuvieron que pasar seis meses para que el príncipe Gabriel Bethlen, por la solicitud de Katalina Pálffy, esposa del palatino Forgach, permitiera que recibieran una sepultura digna.
Katalina Pálffy los sepultó en su finca de Selbes. Posteriormente, en 1635 sus restos fueron trasladados a la Iglesia de las Clarisas en Trnava.
Actualmente, los restos Melchor y de sus compañeros mártires descansan en una pequeña urna bajo el altar del Virgen María en la  Iglesia de Santa Ana, de la orden de las ursulinas, en la ciudad eslocava de Trnava.

## Beatificación y canonización

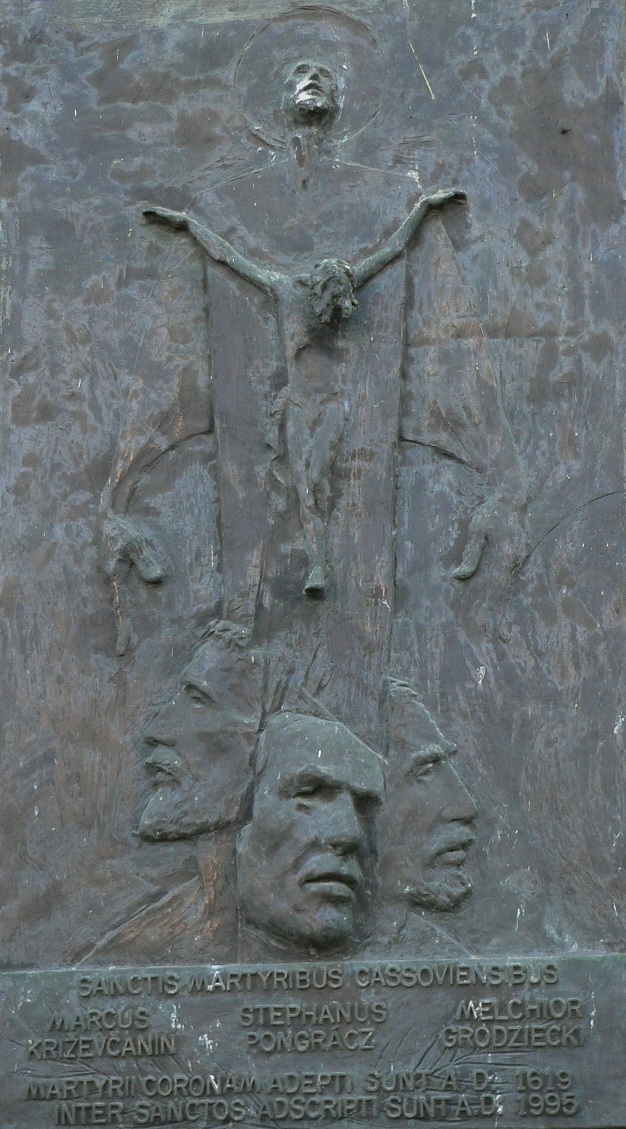
Placa conmemorativa de la canonización de los mártires de Košice.

Su proceso de beatificación comenzó en 1628, por iniciativa del cardenal Péter Pázmány, siendo beatificado finalmente el 15 de enero de 1905 por san Pío X.
Juan Pablo II, durante su segundo viaje a Eslovaquia, canonizó a Melchor Grodziecki, Esteban Pongracz y Marcos Krizevcanin el  2 de julio de 1995. La ceremonia se realizó en una explanada del aeropuerto de Košice ante la presencia de 400.000 personas, incluyendo autoridades eslovacas y delegaciones de Rumania, Hungría, Polonia y Croacia.
Las autoridades protestantes manifestaron su molestia ante la canonización de los sacerdotes, porque se rescata la historia en forma parcial, ya que ambos bandos cometieron atrocidades durante la guerra. Reflejaron su malestar conmemorando, durante la visita episcopal, a los 24 mártires protestantes muertos en Presov en 1684 por tropas católicas. Juan Pablo II, en un gesto conciliador, alabó a los mártires protestantes durante la homilía de canonización.